# Мини-баскетбол
Мини-баскетбол — игра с мячом для детей в возрасте до 13 лет.
В 1948 году американский учитель Джей Арчер, впервые применив облегчённые мячи и снизив высоту колец, скорректировал правила игры в баскетбол специально для детей. Легенда гласит, что на эту мысль его, якобы, навёл бинокль, который оказался у него в руках во время просмотра одной из игр. Будто бы он случайно посмотрел в него с обратной стороны и увидел крохотных человечков, быстро передвигающихся по площадке.
Но только в 1967 году по инициативе лидеров мирового баскетбола — испанца Анселмо Лопеса, англичанина Вильяма Джонса и француза Роберта Бюснеля мини-баскетбол получил официальное международное признание. Эта инициатива исходила от самых высших функционеров мирового баскетбола. И через год в ФИБА был образован Международный комитет по мини-баскетболу.
С 1991 года Международный комитет по мини-баскетболу, впоследствии переименованный ФИБА Мини-баскетбол, начал регулярно проводить международные фестивали под названием «Jamboree». Это название пришло из тех далёких времён, когда индейские племена собирались вместе для демонстрации их лучшими представителями своих знаний, умений и успехов. По подобию древних индейцев Еврокомитет «ФИБА мини-баскетбол» каждый год стал собирать команды из различных европейских стран. Проигравших на «Jamboree» не было. Так как одна из основных идей мини-баскетбола, провозглашённая ФИБА: «Игра мини-баскетбол — это удовольствие и забава, а не состязание!» В 2002 году при реорганизации структуры ФИБА комитет по мини-баскетболу, в котором на протяжении многих лет активно работали представители России Борис Николаевич Иванов и Сергей Юрьевич Федоренков, был реорганизован и вошёл в состав одной из многочисленных комиссий.
В СССР в самом начале развития мини-баскетбола изредка проводились соревнования, отдалённо напоминавшие мини-баскетбол. Достаточно много их проводилось в республиках Прибалтики, однако тогда не существовало ни единых правил, ни каких-либо официальных соревнований. В 1973 году Федерацией баскетбола СССР был образован комитет по мини-баскетболу. Создание органа по руководству мини-баскетбольным движением в стране послужило началом проведения официальных мероприятий для самых юных баскетболистов. Первый Всесоюзный фестиваль мини-баскетбола прошёл в Ленинграде.
Особой регулярностью эти фестивали не отличались. Самый запоминающийся из всех был, пожалуй, проведён в узбекском городе Намангане, куда съехались лучшие команды практически всех союзных республик.
Все это время достаточно масштабные фестивали проводились под эгидой Российского совета ДСО «Спартак», который возглавлял член Центрального Бюро ФИБА Борис Николаевич Иванов. Он был идейным вдохновителем создания при федерации баскетбола детского мини-баскетбольного клуба, который при поддержке республиканских баскетбольных федераций, местных властей и заинтересованных лиц смог бы поднять эту игру на более высокий уровень. Так, 21 октября 1990 года в подмосковном Подольске на 1-й Всесоюзной конференции был создан Всесоюзных клуб «Минибаскет». Делегаты от Москвы, Ленинграда и союзных республик единогласно избрали первым президентом клуба Б.Н. Иванова. На той же конференции представителями из Белоруссии Тамарой Сокольской, одной из первых в мире, была заявлена подробная программа обучения детей игре в баскетбол с 5-летнего возраста.
После распада СССР клуб «Минибаскет» стал правопреемником Всесоюзного клуба и ассоциативным членом Российской Федерации баскетбола.
В 1993 году по инициативе клуба «Минибаскет» в подмосковных Люберцах был проведён первый Кубок России по мини-баскетболу. Идея вновь созданного турнира заключалась в том, что в конце каждого года можно бы было собрать по итогам сезона все ведущие мини-баскетбольные коллективы страны и определить лучших. Сами же соревнования рассматривались как первичная селекция в сборную команду России при переходе из одной возрастной группы в другую. Тем самым оказывалась действенная помощь будущим тренерам юношеских сборных. Многие лучшие игроки сборных России по баскетболу начинали свою спортивную карьеру именно с соревнований, проводимых клубом «Минибаскет». Это: Андрей Кириленко, Александр Милосердов, Юлия Скопа, Анна Архипова, Мария Степанова, Светлана Абросимова, Ирина Минаева, Елена Карпова, Илона Корстин, Наталья Гаврилова, Ирина Соколовская, Сергей Топоров, Виктор и Катерина Кейру, Алексей Швед и многие другие.

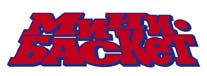

Кроме Кубка России по мини-баскетболу клуб «Минибаскет» проводит фестивали, первенства России, международные турниры, первенства по уличному мини-баскетболу.
Сильнейшие мини-баскетбольные команды страны неоднократно становились победителями и призёрами крупнейших международных соревнований, проводимых под эгидой ФИБА и различных национальных баскетбольных организаций.
С 1999 года организацию юных баскетболистов возглавил член Исполкома РФБ заслуженный тренер России С.Ю. Федоренков.